# Stazione di Badesse
La stazione di Badesse è una stazione ferroviaria posta sulla linea Empoli-Siena. Serve il centro abitato di Badesse, frazione del comune di Monteriggioni.

## Storia
Fino al 31 luglio 2006 l'impianto aveva la qualifica di posto di movimento; in tale data venne trasformato in stazione.